# RQ-5 Hunter
RQ-5 Hunter — тактический разведывательный БПЛА, разработанный израильской фирмой Israeli Aircraft Industries Malat Division совместно с американской фирмой TRW Inc, Avionics and Surveillance Group на базе израильского беспилотного аппарата Impact. Программа создания была начата в 1989 году.
В 1996 году были начаты НИОКР в области оснащения БПЛА «Hunter» системой обнаружения минных полей ASTAMIDS.

## Описание
БПЛА запускается со специальной платформы, используя ракетный ускоритель RATO, оборудован тепловизорной системой третьего поколения, лазерным указателем цели, системой предупреждения о облучении РЛС и другим оборудованием.

## ЛТХ
- Модификация RQ-5
- Размах крыла, м 8.90
- Длина, м 6.95
- Высота, м 1.65
- Масса, кг
- пустого 540
- взлетная 726
- топлива 178
- Тип двигателя 2 ПД Moto-Guzzi
- Тяга, кгс 2 х 64
- Максимальная скорость, км/ч 204
- Крейсерская скорость, км/ч 148
- Радиус действия, км 267
- от базы 8.00
- максимальная 11.36
- Практический потолок, м 4575

## RQ-5A Hunter
RQ-5A Hunter имеет два бензиновых мотора мощностью по 60 л.с. каждый. Моторы расположены оппозитно друг другу. Наверху в пластмассовом корпусе расположены приборы навигации. БПЛА оборудован тепловизорной системой переднего обзора третьего поколения, телевизионной камерой, лазерным указателем цели, системой предупреждения о облучении РЛС и различным коммуникационным оборудованием.

### ЛТХ
- Размах крыльев 8,8 м
- Высота 1,7 м
- Длина 6,8 м
- Максимальный взлетный вес 727 кг
- Полезная нагрузка 125 кг
- Масса топлива 136 кг
- Продолжительность полета 12 часов
- Радиус полета под контролем станции слежения 125 км
- Радиус полета по заранее заложенной программе 200 км
- Крейсерская скорость полета 110 км/час
- Практический потолок 4,5 км

## Варианты и модификации
- IAI E-HUNTER — израильская модификация RQ-5 с увеличенной грузоподъёмностью, увеличенным временем и дальностью полёта, первый полет состоялся в июле 1995 года.
- MQ-5B «Hunter» — вооружённый вариант RQ-5 c авиабомбой GBU-44/B Viper Strike. В комплекс входит система автоматизированной посадки ATLND. Управление с земли осуществляется с наземной станции управления GCS-3000, оборудование и два оператора которой находятся на специально оборудованном грузовике.

## Страны-эксплуатанты
RQ-5 состоит на вооружении армий США, Франции и Бельгии.
- США — В 1993 году был заключён контракт на поставку семи RQ-5A. Они были приняты на вооружение армии США в 1996 году. БПЛА применялись в 1999 году в ходе военной операции НАТО в Югославии — в период после марта 1999 года здесь было потеряно 4 аппарата данного типа[3], при этом один из них был сбит вертолётом Ми-8 Союзной Республики Югославия[4].
- Индия — в 1997 году Индия закупила в Израиле 16 БПЛА двух типов ("Hunter" и "Searcher")[5]